# Јардимлински рејон
Јардимлински рејон (азер. Yardımlı rayonu), једна је од 78 административно-територијалних јединица Азербејџана. Налази се у јужном делу земље, у пределу познатом као Ленкорански регион. Административни центар рејона се налази у граду Јардимли. 
Јардимлински рејон обухвата површину од 670 km² и има 59.600 становника (подаци из 2011). 
Административно, рејон се даље дели у 62. мање општине.